# Поместье Кирби Сигстон

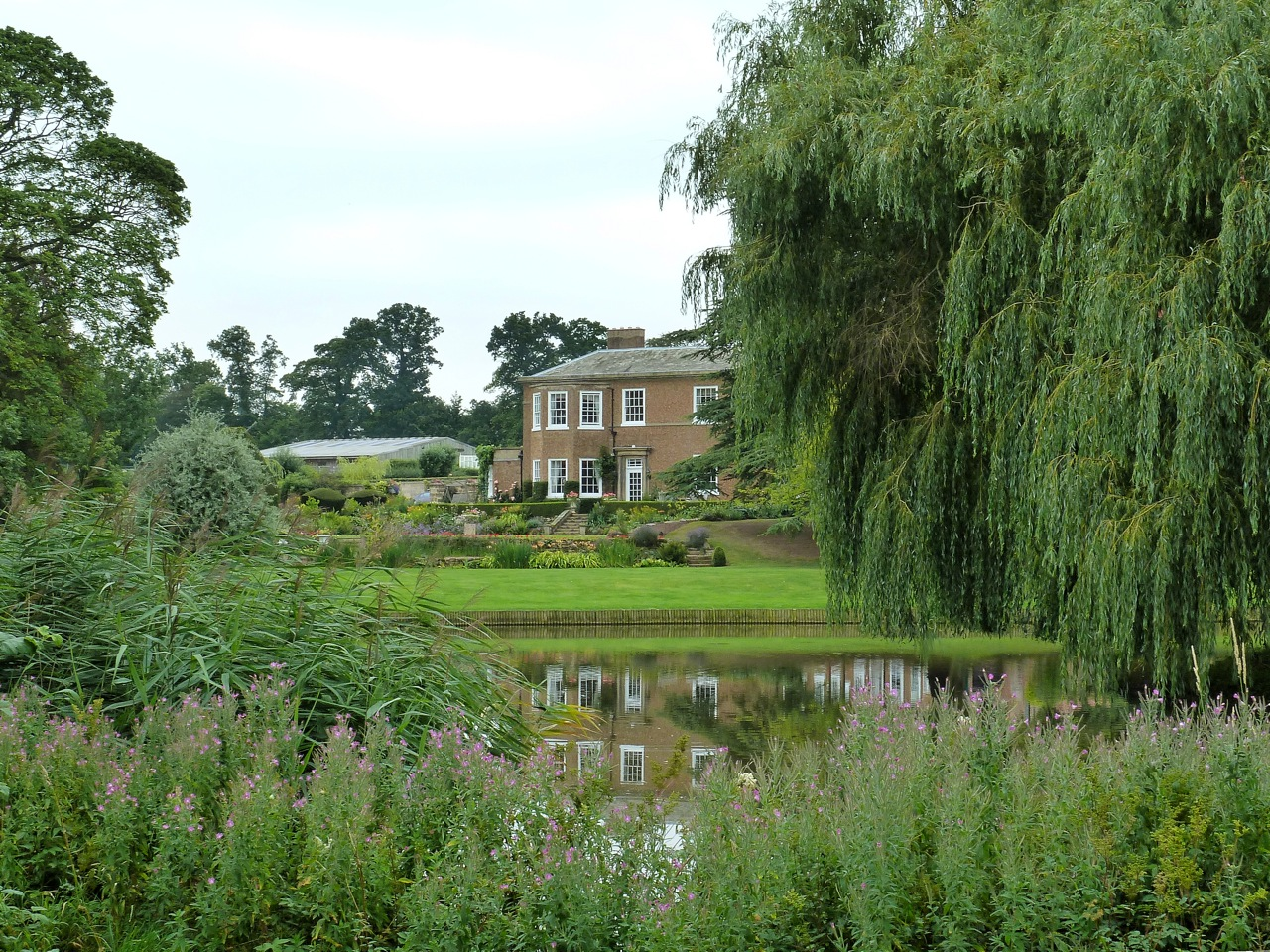
Усадьба в 2010 году

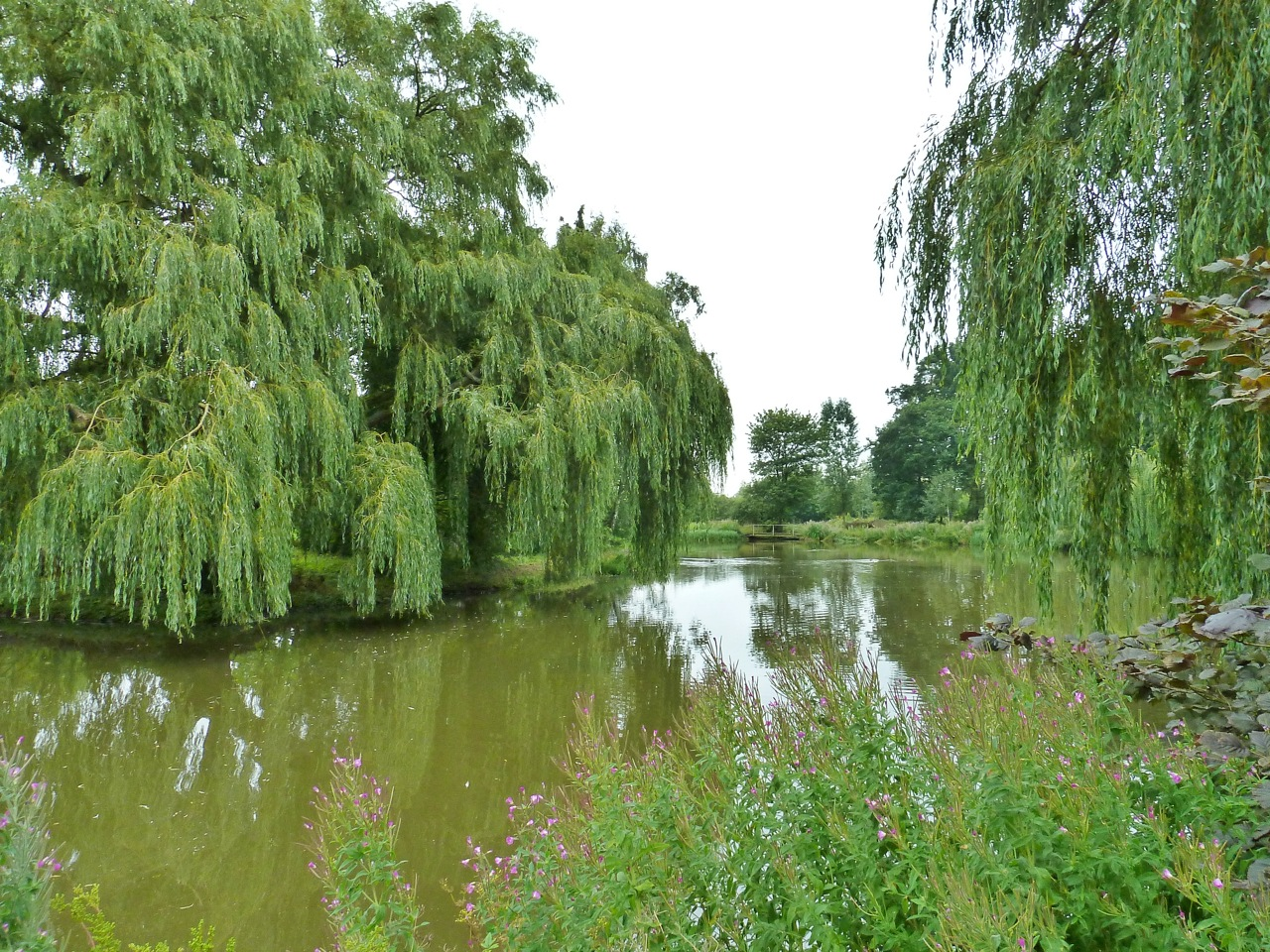
Озеро у усадьбы

Поместье Кирби Сигстон — особняк в деревне Кирби Сигстон в Северном Йоркшире, Англия.
В январе 1953 года он был внесён  в список II степени в Списке национального наследия Англии. Основная часть особняка датируется 1826 годом. В XX веке он был расширен. Он двухэтажный, трехсекционный в плане. В задней части дома пара четырехсекционных частей. Главная дверь в дом имеет дорический дверной косяк.
Дом принадлежит Риши Сунаку, лидеру Консервативной партии и бывшему премьер-министру, который купил его за 1,5 миллиона фунтов стерлингов до того, как стал депутатом. Он был избран депутатом от местного избирательного округа Ричмонд (Йорк) в 2015 году. В 2021 году Сунак получил разрешение на строительство развлекательного комплекса с тренажерным залом, бассейном и открытым теннисным кортом в загоне у дома. Предполагалось, что эта работа будет стоить 400 000 фунтов стерлингов.